# S.S.90
Der S.S.90 wurde von der S.S. Cars Ltd. im März 1935 vorgestellt. Der zweisitzige Roadster gilt als Urahn aller Jaguar-Sportwagen.
Es handelte sich dabei um einen verkürzten S.S. 1 mit dessen vermutlich ein wenig verbesserter 20 HP-Maschine, einem seitengesteuerten Sechszylinder mit 2663 cm³ Hubraum und ungefähr 70 bhp. Die Höchstgeschwindigkeit betrug 140 km/h.
Nach einer kleinen Serie von nur 24 Exemplaren wurde die Produktion noch im Frühjahr 1935 eingestellt. Das Fahrzeug war für den Rallyesport der Saison 1935 gedacht gewesen. Nachfolger war der S.S. 100.

## Technische Daten
- Sechszylinder-Reihenmotor, 2662 cm³
- Bohrung/Hub: 73 mm × 106 mm
- Leistung: 70 bhp (brake horse power) (51 kW)
- Getriebe: 4-Gang
- Radstand: 2590 mm
- Länge: 3810 mm
- Breite: 1600 mm
- Höhe: 1370 mm
- Gewicht: 1143 kg
- Höchstgeschwindigkeit: 142 km/h
- 0–80 km/h: 12 Sekunden
- Neupreis: 395 Britische Pfund
- Stückzahl: 23 Stück